# Villa Giona
La Villa Giona Fagiuoli è una villa veneta risalente al tardo quattrocento. Essa si trova nel comune di San Pietro in Cariano (in località Cengia), in Valpolicella, nella provincia di Verona. 

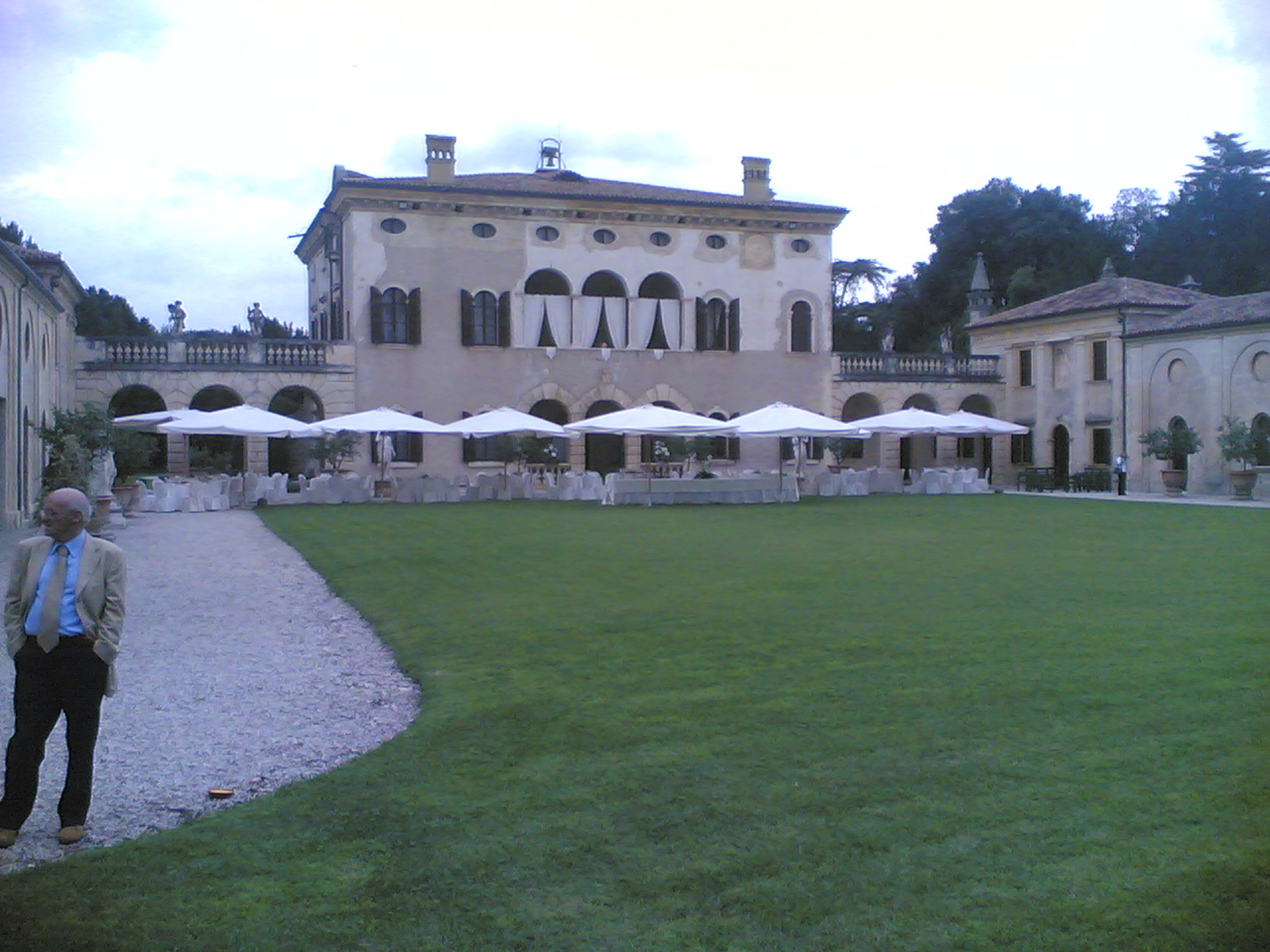
Giardino interno della villa

La villa sorge sulle pendici orientali della collina di Castelrotto. Fu edificata per volere dei proprietari: la famiglia Giona (come attestato dallo stemma). 
Tra la fine del XVI e l'inizio del XVII secolo la villa ha subito un restauro.
Ora la villa Giona ospita un hotel 4 stelle. Gli spazi padronali sono anche utilizzati per congressi, matrimoni, concerti e manifestazioni culturali. La proprietà è di una Società.